# Bakhtiar Rahmani
Bakhtiar Rahmani (en persa: بختیار رحمانی‎; Sarpol-e Zahab, Kermanshah, 23 de septiembre de 1991) es un futbolista iraní. Se desempeña mayormente como centrocampista en el Sabail FK de la Liga Premier de Azerbaiyán.

## Selección nacional
Ha sido internacional con la selección de fútbol de Irán en 4 ocasiones.

### Participaciones en Copas del Mundo
| Mundial                        | Sede   | Resultado      | Partidos | Goles |
| ------------------------------ | ------ | -------------- | -------- | ----- |
| Copa Mundial de Fútbol de 2014 | Brasil | Fase de grupos | 0        | 0     |

### Participaciones en Copas Asiáticas
| Copa                                | Sede     | Resultado        |
| ----------------------------------- | -------- | ---------------- |
| Campeonato Sub-17 de la AFC de 2006 | Singapur | Cuartos de final |

## Clubes
| Club                 | País       | Año       |
| -------------------- | ---------- | --------- |
| Foolad FC            | Irán       | 2007-2015 |
| Tractor Sazi FC      | Irán       | 2015-2016 |
| Esteghlal FC         | Irán       | 2016      |
| Foolad FC            | Irán       | 2017      |
| Paykan FC            | Irán       | 2017      |
| Zob Ahan FC          | Irán       | 2018      |
| Sepahan FC           | Irán       | 2018-2019 |
| Al-Shamal            | Catar      | 2019      |
| Sanat Naft Abadan FC | Irán       | 2019-2020 |
| Sabail FK            | Azerbaiyán | 2020-     |

## Palmarés

### Campeonatos nacionales
| Título          | Club      | País | Año  |
| --------------- | --------- | ---- | ---- |
| Iran Pro League | Foolad FC | Irán | 2014 |

### Distinciones individuales
| Distinción                                     | Año  |
| ---------------------------------------------- | ---- |
| Parte del equipo del año de la Iran Pro League | 2013 |
| Parte del equipo del año de la Iran Pro League | 2014 |